# Pudens
Pudens – postać z Nowego Testamentu, święty katolicki, rzymski senator.
Wymieniony w końcowym pozdrowieniu napisanego przez św. Pawła ok. 67 roku, w czasie drugiego uwięzienia w Rzymie drugiego Listu do Tymoteusza (4, 21 BT) żyjący w I wieku rzymianin, który ofiarował chrześcijanom swój dom. Postać św. Pudensa wpleciona została w legendy związane z osobami św. Praksedy i św. Pudencjany. Jego wspomnienie obchodzone jest 19 maja.
Zaliczany do grona Siedemdziesięciu dwóch uczniów, wyznaczonych przez Jezusa Chrystusa by głosić Dobrą Nowinę.